# Минское высшее военно-политическое общевойсковое училище
Минское высшее военно-политическое общевойсковое училище (бел. Мінскае вышэйшае ваенна-палітычнае агульнавайсковае вучылішча, МВВПОУ) — военное учебное заведение Министерства обороны СССР и Министерства обороны Республики Беларусь.

## История
Образовано 10 мая 1980 года на базе 11-х Центральных курсов усовершенствования политсостава (ЦКУПС). В сентябре 1980 года в училище начали прибывать иностранные курсанты, преимущественно из Афганистана и Кубы.
8 декабря 1980 года от имени Президиума Верховного Совета СССР член военного совета — начальник политуправления Краснознамённого Белорусского военного округа генерал-полковник А. В. Дебалюк вручил училищу Боевое знамя.
В июле 1984 года состоялся первый выпуск офицеров-политработников. В 1985 году вместе с очередным выпуском советских офицеров училище впервые выпустило офицеров для армий дружественных стран, которые получили дипломы магистра педагогических наук.
В конце ноября 1986 года на базе вуза были проведены сборы руководящего состава всех военно-политических училищ. Руководители военных вузов положительно оценили качество учебно-воспитательного процесса и созданную за короткий срок существования училища учебную и полевую базу.
26 апреля 1990 года на базе Минского ВВПОУ прошёл первый слёт отличников учёбы военно-политических училищ.
С 1980 по 1991 годы в Минском военно-политическом училище получили образование около 900 человек из 22 зарубежных стран.
За время своего существования осуществило 11 выпусков и подготовило более 1900 офицеров. Более 150 человек из них прошли Афганскую войну. Выпускники МВВПОУ участвовали в ликвидации последствий аварии на Чернобыльской АЭС, в вооружённых конфликтах на территориях бывших союзных республик, контртеррористической операции на Северном Кавказе и миротворческих операциях.
После объявления независимости Республикой Беларусь, МВВПОУ было преобразовано в Минское высшее военное командное училище (МВВКУ), которое, в свою очередь, в 1995 году стало одной из основ для создания Военной академии Республики Беларусь. Преемником училища считается общевойсковой факультет Военной академии Республики Беларусь.

## Начальники училища
- генерал-лейтенант Васильев, Иван Леонтьевич (1980—1987)
- полковник, с 1989 генерал-майор Бамбуров, Владимир Федорович (1987—1992)
- Шалев, Михаил Николаевич (1992—1994)
- Давыдулин, Вячеслав Афанасьевич (1994—1995)